# ریچ (کالیفرنیا)
ریچ (به انگلیسی: Rich) یک منطقهٔ مسکونی در ایالات متحده آمریکا است که در شهرستان کرن، کالیفرنیا واقع شده‌است. ریچ ۷۱۵ متر بالاتر از سطح دریا واقع شده‌است.